# Christian Söderström
Christian Söderström, Crippe, född 13 oktober 1980 i Söråker norr om Sundsvall, är en före detta svensk ishockeyspelare. Söderström avslutade sin karriär i Sundsvall Hockey 2016. Innan dess spelade han i Timrå IK, vilket är hans moderklubb, Färjestads BK, med vilka han vann SM-guld 2006, Skellefteå AIK, Ässät, Lørenskog och Pustertal/Val Pusteria. Han draftades av Detroit Redwings i NHL-draften 2002.
Christian Söderström är son till Jan Söderström som äger Oskars surströmming och som tidigare var ordförande i Timrå IK.
Han är sambo med Therese Strömberg.